# Espial Elevate Cloud
Espial Elevate Cloud（エスピアルエレベートクラウド）とは、Espial Group Inc.が提供するTVaaS型クラウドベースベースビデオプラットフォームである。

## 概要
Elevate Cloudは、ケーブル、テレコム、衛星、OTTなどの有料TV事業者向けのクラウドベース・ビデオプラットフォームソリューションである。完全に管理されたビデオサービスモデル(TV-as-a-Serviceモデル)を提供することで、ソフトウェア、ハードウェア、サービス、24時間365日の管理を完全にサポートしながら、ポータルを介した事業者による制御を提供する。マルチスクリーン向けの端末アプリケーションも提供するため、事業者は迅速にビデオサービスを開始することができる。イノベーションによる収益増加と従量課金モデルによるコスト削減を両立できるソリューションである。

## 主な利用有料TV事業者
- WideOpenWest Inc. (“WOW!”)[1]
- Hiawatha Broadband Communications (HBC)[2]
- MCTV (formerly Massillon Cable TV, Inc.)[3]
- Optic Communications [4]

北米で40以上の有料TV事業者に採用されている。

## クライアントアプリケーション対応デバイス
- ハイブリッドケーブルDVRゲートウェイ
- IP無線/有線クライアントプレーヤーSTB
- IPTV無線STB
- Android TV STB
- モバイルアプリ（Android、iOS）
- Roku
- Androidリテイルデバイス
- Amazon Fire
- Apple TV
- Amazon Alexa
- Web PCアプリケーション

## 対応ビデオサービス
- IPユニキャストリニアTV
- IPマルチキャストリニアTV
- QAMリニアTV
- IP VOD
- ホーム全体ローカルDVR
- クラウドDVR
- ポーズライブTV
- 追っかけ再生
- 見逃し再生
- 検索／リコメンデーション
- Netflix
- YouTube
- その他のOTTアプリ